# Cristian Carracedo García
Cristian Carracedo García (nascut el 30 de novembre de 1995) és un futbolista català que juga d'extrem dret al Córdoba CF.

## Carrera
Nascut a l'Hospitalet de Llobregat, Catalunya, Carracedo va acabar la seva formació amb el CF Badalona. El 12 d'octubre de 2013 va debutar com a sènior, entrant com a substitut a la segona part en una derrota per 0-2 fora de casa contra el València CF Mestalla al campionat de Segona Divisió B.
Carracedo va fitxar pel RCD Mallorca el 3 d'agost de 2015, sent destinat al filial de Tercera Divisió. Va debutar amb el primer equip el 10 de setembre, començant com a titular en una derrota a casa per 0-2 contra el SD Huesca, per a la Copa del Rei de la temporada; va ser la seva única aparició amb el primer equip.
Després de marxar dels Bermellones, Carracedo va representar posteriorment el CP Cacereño de Tercera Divisió abans de passar al CD AD San Fermín a la Primera Andalusa el febrer de 2017. Després de col·laborar en l'ascens d'aquest últim a la quarta divisió, el 5 de juliol de 2018 va passar a l'Écija Balompié, abans d'incorporar-se a l'equip B del Córdoba CF a la mateixa categoria el 23 de novembre.
El 25 de juliol de 2019, Carracedo va tornar a la tercera divisió després d'acordar un contracte amb la UP Langreo. Després de ser utilitzat poques vegades, va passar a l'AD Ceuta FC a la quarta categoria el 28 de gener següent, abans de fitxar per l'AE Prat de tornada a la tercera categoria el 14 de juny de 2020.
El 2 de gener de 2021, després de tornar a participar poc, Carracedo es va incorporar a la SD Ejea també a la tercera divisió. El 24 de juny va ser anunciat al Linares Deportivo de la recentment creada Primera Divisió RFEF.
El 8 de juny de 2022, després de ser titular habitual, en una temporada en què els Azulillos van perdre per poc l'ascens als play-offs, Carracedo va tornar a Còrdova amb un contracte d'un any, sent ara assignat a la plantilla del primer equip també a la tercera divisió. El 30 de novembre, va renovar el seu vincle fins al 2025, i va contribuir amb dos gols en 41 partits en total durant la campanya 2023-24 en què el club va aconseguir l'ascens a Segona Divisió.